# Michael Weber (Politiker, 1920)
Michael Weber (* 2. August 1920 in Schleidweiler, Landkreis Trier; † 5. November 2012 in Zemmer) war ein deutscher Politiker (SPD). Er war von 1974 bis 1982 Mitglied des Niedersächsischen Landtages.

## Leben
Weber arbeitete nach der Volksschule zunächst ein einem Sägewerk, ab 1940 in einem Hüttenwerk in Hagen-Haspe, wurde aber kurz darauf in den Krieg geschickt. Gegen Ende geriet er in sowjetische Kriegsgefangenschaft, woraus er erst nach zwei Jahren freigelassen wurde.  Ab 1954 arbeitete er im Hüttenwerk Salzgitter, ab 1958 als Industriemeister. Weber wurde Mitglied der IG Metall und 1957 der SPD. Er war unter anderem stellvertretender Vorsitzender des SPD-Unterbezirkes Salzgitter. Außerdem war er Vorsitzender der Arbeitsgemeinschaft für Arbeit (AfA) im Bezirk Braunschweig und im Bundesvorstand der AfA. Von 1968 bis 1974 war er im Rat der Stadt Salzgitter. In der 8. und der 9. Wahlperiode (von 1974 bis 1982) war er für den Wahlkreis Salzgitter Mitglied des Niedersächsischen Landtages.
Im März 1982 wurde Michael Weber das Verdienstkreuz am Bande des Verdienstordens der Bundesrepublik Deutschland verliehen; seine Partei zeichnete ihn 2006 mit der Willy-Brandt-Medaille aus.
Im Alter kehrte Weber in seine Heimat nach Rheinland-Pfalz zurück und lebte bei seiner Tochter in Zemmer-Rodt.